# Anatase
L’anatase est une espèce minérale formée de dioxyde de titane de formule  TiO2 avec des traces de fer, d'antimoine, de vanadium et de niobium.

## Inventeur et étymologie
Découverte à la fin du XVIIIe par Johann Gottfried Schreiber dans l'Oisans, on doit également à ce naturaliste la découverte de la stilbite et de l'axinite. Elle a fait l'objet de différentes descriptions plus ou moins complètes ; c'est celle de René-Just Haüy en 1801 qui fait référence, c'est lui qui la baptisera anatase. Le mot dérive du grec " ana " = étiré - " anatasis " = allongement (pour les cristaux octaédriques allongés). L'analyse chimique initiale est due à Louis-Nicolas Vauquelin.

## Topotype
Saint-Christophe-en-Oisans, Bourg-d'Oisans, Isère, France. Les échantillons de références sont au Muséum national d'histoire naturelle de Paris.

## Cristallographie

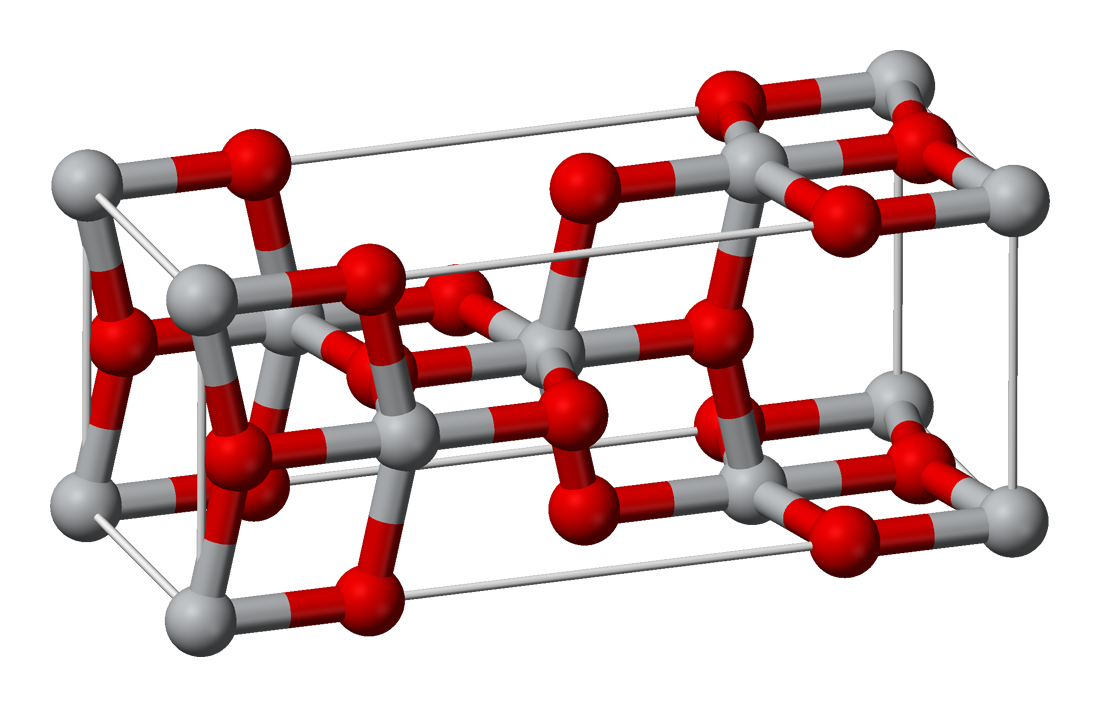
Unité cellulaire de l’anatase

- Paramètres de la maille conventionnelle : a = 3.793, c = 9.51, Z = 4 ; V = 136.82
- Densité calculée = 3,88

## Cristallochimie
L'anatase, le rutile et la brookite, sont les trimorphes de TiO2. Chauffée au-delà de 700 °C, elle se transforme en rutile.

## Synonymie
- dauphinite (Glocker 1831) [5]
- hydrotitanite (George A. Koenig 1876) : décrit par Koenig sur des échantillons, de  colombo-pérowskite (Magnet Cove, Arkansas) où l'anatase veanait en pseudomorphose[6].
- octaédrite (Saussure 1796) [7]
- oisanite (Delamétherie 1797) [8]
- Schorl bleu indigo (Jean-Baptiste Romé de L'Isle) [9]
- Schorl octaédre rectangulaire (Bournon 1787) [10]
- wisérine (Kenngott 1864) : Dédiée au minéralogiste D.F. Wiser (1802-1878), de Zürich, Suisse[11].
- Xanthitane ou xanthotitane (Shepard 1856) [12]

## Gîtologie
Dans les fentes alpines des gneiss et micaschistes, l'anatase accompagne l'adulaire, l'axinite, la brookite, l'épidote, La préhnite, le quartz, l'ilménite, l'hématite, le rutile. On la trouve également dans des filons de pegmatites et sous forme de grains roulés dans certaines roches sédimentaires. Les cristaux peuvent atteindre jusqu'à 3,75 cm   .

## Gisements remarquables
- Allemagne

Grube Louise Charlotte, Hasserode, Wernigerode, Harz, Sachsen-Anhalt
- Belgique

Daverdisse, Wellin, Province de Luxembourg
- Canada

Carrière Sintra, Ayer's Cliff, région de l'Estrie, Québec  
- France

Plessis en Laz, Châteauneuf-du-Faou, Finistère
Carrière de la Lande, Plumelin, Morbihan
Saint-Christophe-en-Oisans (Topotype), &  Plan-du-lac, Bourg-d'Oisans, Isère
- Italie

Miniera di Buca della Vena, Ponte Stazzemese, Stazzema, Alpes Apuane, Lucca, Toscane
- Norvège

Dyrfonni (Dyrefonni), Viveli, Eidfjord, Hardangervidda, Hordaland

## Galerie

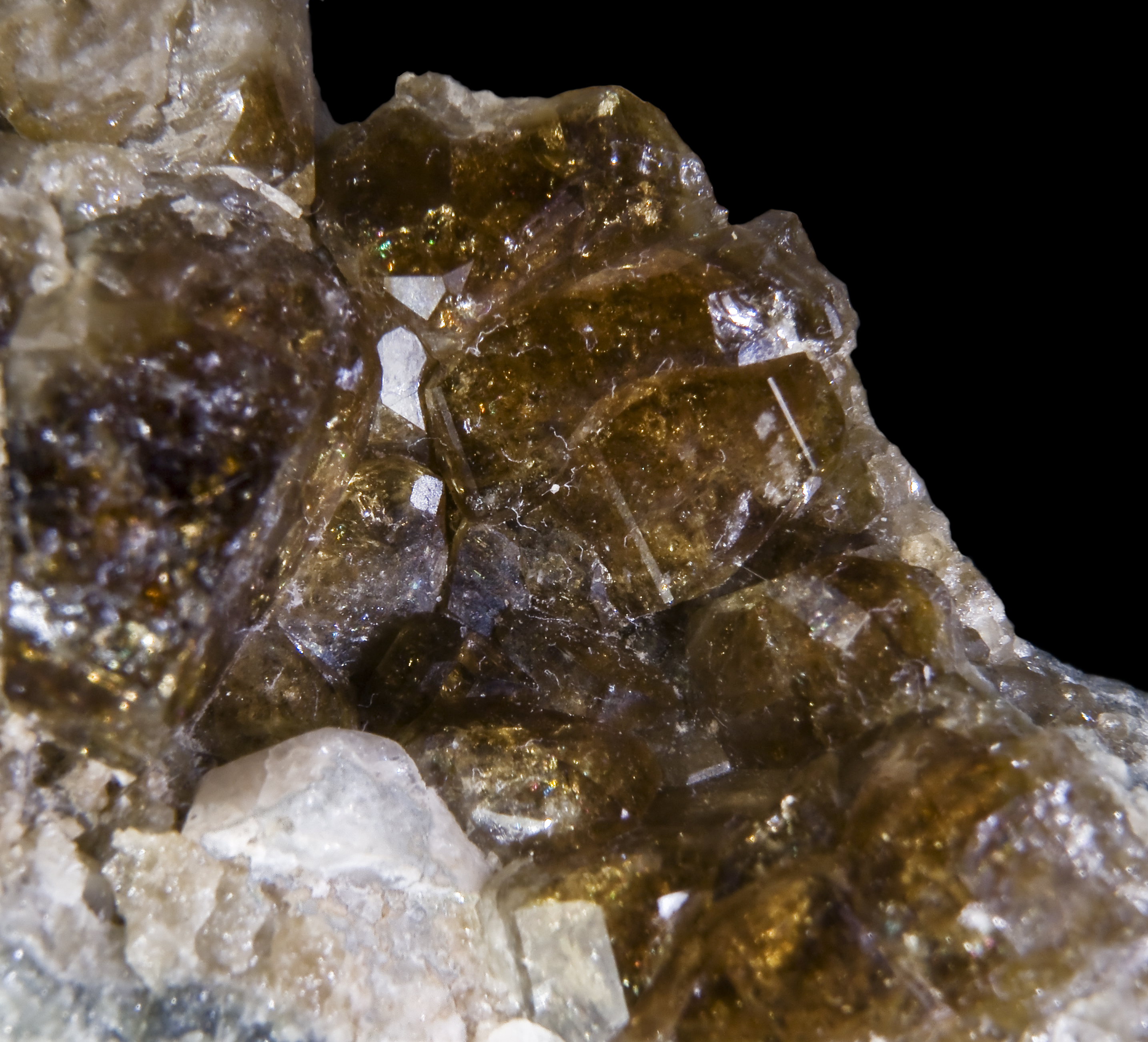
Anatase Massif du St Gothard Suisse
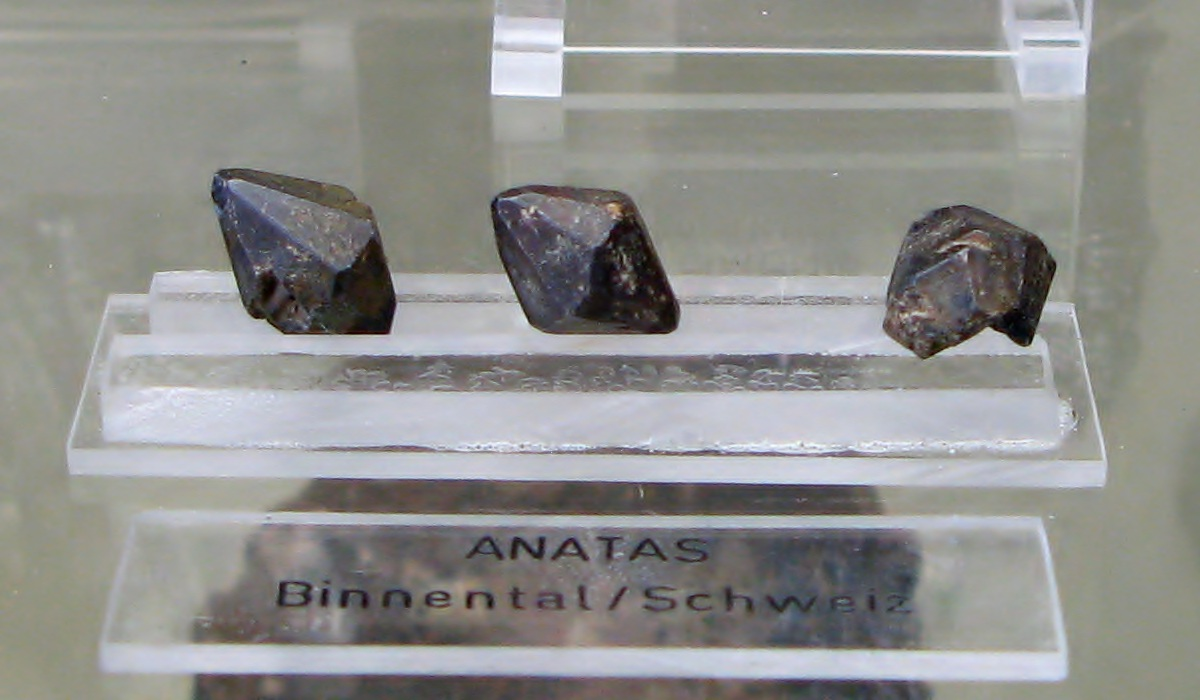
Anatase Vallée du Binn  Suisse - Muséeum de Bonn
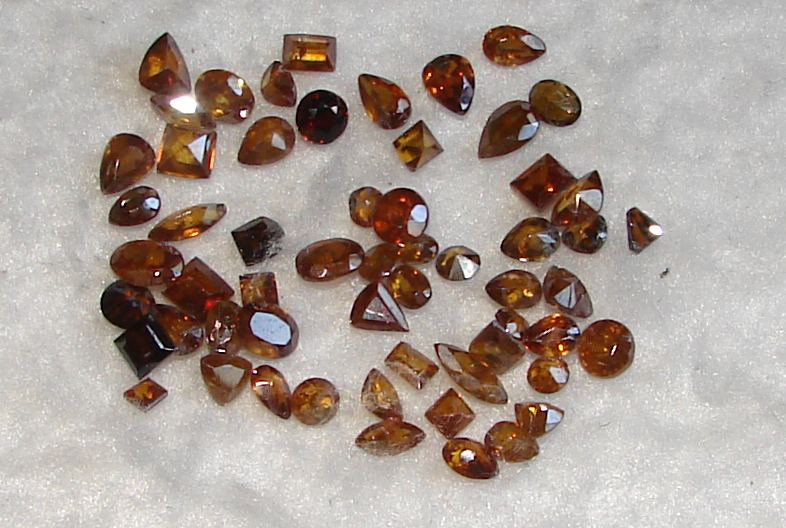
Anatase taillée

## Utilité
L'anatase gemme peut :
- être taillée comme pierre fine ;
- être utilisé comme minerai pour produire des pigments blancs (technologies développées par le groupe Tioxide par exemple, devenu Huntsman Tioxyde) ;
- être utilisé sous forme de monocristaux ou nanofils d'anatase polymorphe de dioxyde de titane, dans des domaines divers, allant du photovoltaïque, aux revêtements réfléchissants en passant par les memristors,
- fournir potentiellement (et peut être bientôt) un matériau (ex : mousse d'anatase où la chaleur ne se propage quasiment pas, ou au contraire métal très conducteur) dont on pourrait régler conductivité thermique (κ) grâce à un nouveau processus de diffusion de calories (via des structures polaroniques grâce aux lacunes d'oxygène de ce matériau, qui influence considérablement la valeur de K). "Le dopage de cette mousse d'anatase pourrait annoncer des applications prometteuses, notamment en thermoélectricité" et dans les domaines de l'électronique, de l'automobile, des moteurs de fusée, de la conquête spatiale ou des réacteurs nucléaires (pour les systèmes de refroidissement et échangeurs thermiques notamment)[21].